# Comăneşti (Suceava)
Comăneşti é uma comuna romena localizada no distrito de Suceava, na região de Bucovina. A comuna possui uma área de  km² e sua população era de 2266 habitantes segundo o censo de 2007.